# Халетсвил (Тексас)
Халетсвил (енгл. Hallettsville) град је у америчкој савезној држави Тексас. По попису становништва из 2010. у њему је живело 2.550 становника.

## Демографија
Према попису становништва из 2010. у граду је живело 2.550 становника, што је 205 (8,7%) становника више него 2000. године.
| Група             | 2000.         | 2010.         |
| Белци             | 1.674 (71,4%) | 1.668 (65,4%) |
| Афроамериканци    | 386 (16,5%)   | 450 (17,6%)   |
| Азијати           | 4 (0,2%)      | 14 (0,5%)     |
| Хиспаноамериканци | 262 (11,2%)   | 405 (15,9%)   |
| Укупно            | 2.345         | 2.550         |